# Giamama
Giamama (Jamaame in somalo, Jamame in inglese; in italiano Margherita durante il colonialismo) è una città della Somalia meridionale, nella regione del Basso Giuba, sul fiume Giuba. La città conta circa 192 000 abitanti, popolazione mista di Somali Tunni, Sheekhaal e Biyomaal, Bantù ed arabi immigrati dallo Yemen.

## Storia
All'inizio del XX secolo Enrico Perducchi, primo agente commerciale negli Arussi , ridenominò la città in Margherita, in onore della prima regina d'Italia.
Nel luglio 1924 la città, insieme al territorio della Colonia dell'Oltregiuba, fu ceduta dal Regno Unito al Regno d'Italia e poi annessa l'anno seguente alla Somalia italiana. Fu quindi una delle residenze del commissariato del Basso Giuba.
Nel 1941 fu occupata dai britannici fino al 1950. Da quell'anno fino al 1960, insieme alla Somalia italiana, fu sotto amministrazione fiduciaria italiana fino all'indipendenza somala del 1º luglio 1960.
Nel 1968 la città fu elevata a capoluogo della provincia del Basso Giuba al posto di Chisimaio; tuttavia, nel 1982, quando la provincia venne elevata a regione amministrativa, Chisimaio ridivenne capoluogo.
Nel 1974 il governo italiano finanziò la costituzione dell'Azienda Nazionale Plastica e Cartone per la produzione degli imballaggi utilizzati per l'esportazione di banane e altri prodotti in Europa; il suo stato dopo la guerra civile somala è sconosciuto.